# Дрю Галловей
Ендрю МакЛін Галловей IV (англ. Andrew McLean Galloway IV; *6 червня 1985) — шотландський професійний реслер. Найбільшу відомість здобув у WWE та TNA. Наразі виступає в WWE, представляючи бренд SmackDown під ринговим ім'ям Дрю МакІнтайр (англ. Drew McIntyre).

## Професійна кар'єра
Галловей почав підготовку до професійної боротьби у віці 15 років в Frontier Wrestling Alliance's Academy, коли його сім'я переїхала на південь Англії в Портсмут. У FWA академії він навчався у Марка Слоана разом з Джастіном Річардсом та Джеймсом Тайжє.

## British Championship Wrestling (2003—2007)
У 2003 році Galloway дебютував вперше на шоу British Championship Wrestling (BCW), що працює в районі Великого Глазго. Перебуваючи там, він відточував свою майстерність подальшої боротьби. Свій перший матч, No Blood, No Sympathy: Night 1 програв Stu Natt. Він взяв свою першу перемогу у другому матчі разом з Вольфгангом, перемігши Blade і Стю Pendous.

## Touring Great Britain (2005—2007)
Незважаючи на програш у Aviv Maayan в його першому матчі, коли він повернувся травня 2005 його репутація зробила його достатньо конкурентоспроможним в їх головній події, п'ятипозиційний відбірковий матч для визначення найкращих британських важковаговиків. Galloway був вибитий першим Andy Boy Simmonz. Simmonz переміг утриманням.

## World Wrestling Entertainment / WWE
Наприкінці 2006 року World Wrestling Entertainment (WWE) вирушила в тур по Європі і, перед їх зйомками SmackDown в Манчестері, Galloway дали шанс спробувати себе у матчі проти O'Shaunessy. У наступному році в квітні обидва знову отримали шанс на матч у Лондоні. Пізніше в 2007 році, 12 жовтня, Galloway зробив свій телевізійний дебют WWE SmackDown під використовуючи ім'я Дрю Макінтайр. Він мав дружній характер.
На початку 2011 року Макінтайр був частиною короткого сюжету з Келлі Келлі. Хоча Келлі була популярним персонажем, Макінтайр намагався домогтися її, незважаючи на його лиходійську поведінку. Вона відмовилася зустрічатися з ним, у зв'язку з його проблемами з гнівом, які були показані під час його матчу проти Трента Баретти.

### 3MB
У вересні на 21 епізоді SmackDown, Макінтайр і Джиндер Махал втрутились у матч між Хітом Слейтерои і Брудусом Клеем, напавши на Брудуса.
Тріо стало відомо як Three Man Band, пізніше скорочено до 3MB. Через травму зап'ястя, Макінтайр стає менеджером Слейтера і Махала в таг-тим матчі. Макінтайр повернувся на ринг після травми 7 грудня на SmackDown, і разом з 3MB переміг братів Усо і Брудуса Клея. На TLC Міз обрав собі в партнери Brooklyn Brawler, і переміг 3MB. Наступного випуску Raw, 3MB знову програли Мізу і Альберто Дель Ріо. 31 грудня, на Raw, команда намагалася стати претиндентами на командні титули, але зазнала поразки від команди Hell No. Макінтайр і Слейтер також брали участь у першому раунді командного турніру чемпіонату NXT за звання командних чемпіонів, але зазнали поразки від Адріана Невілла і Олівера Грейа. 12 квітня на SmackDown, вони спробували заробити собі ім'я, і напали на Тріпл Ейча, але натомість були атаковані Щитом.

### Повернення (2018)
16 квітня 2018 року повернувся на Raw, атакувавши Тайтуса О'Ніла й Аполо Крюса. 3 вересня того ж року команда Дольфа Зігглера і Дрю Макінтайра перемогла чинних чемпіонов червоного бренду — команду «Б» (Кьортіс Аксель і Бо Даллас), таким чином, Макінтайр став новим командним чемпіоном Raw. 25 березня 2019 року викликав Романа Рейнса на двобій на Wrestlmania 35. Рейнс задовільнив сатисфакцію шотландця, погодившись на матч.

## У інших медіа
Дрю Макінтайр ігровий персонаж WWE SmackDown vs. Raw 2011, WWE '12, WWE All Stars і скачувальний контент для WWE '13.

## Особисте життя
Виріс в Прествік, Ейршір, Galloway навчався в Prestwick Academy і отримав ступінь кримінології в Glasgow Caledonian University. Він є прихильником футбольної команди Рейнджерс F.C. і в дитинстві хотів стати професійним футболістом. У липні 2009 року Galloway запропонував одружитися Терин Террелл. Вони одружилися в Лас-Вегасі в травні 2010 року. 24 травня 2011, Террелл оголосила, що вона і Галлоуей розлучалися. 3 листопада 2012, мати Галловея померла у віці 51 року.

## Фінішери
Як Дрю Макінтайр
Claymore kick
Future Shock (Snap double underhook DDT) — 2009–present
Scot Drop (Reverse STO) — 2007—2009, used rarely as a signature move in 2010
Як Дрю Галлоуей
Ego Trip (Scoop lift spun out into a facebuster)
G-Spot (Spike piledriver)
Thee Move[135] (Cradle kneeling reverse piledriver)

## В бою
Big boot[137][138]
Fireman's carry gutbuster[139][140]
Front dropkick[141]
Hangman's neckbreaker onto the knee[142][143]
Multiple suplex variations
Northern Lights[144][145]
Overhead belly to belly, sometimes from the second rope[146]
Snap[137][147]
Release powerbomb[140]
Running back elbow[141]
Running forearm to a cornered opponent[141]
Short-arm clothesline[140][148]
Tilt-a-whirl into either a backbreaker[149][150] or a gutbuster[151]

## Менеджери
Charles Boddington
Dave Taylor

## Музичні теми
«Broken Dreams» by Shaman's Harvest (WWE) (2010—2012)[154][155]
«One Man Band» by Jim Johnston (September 21, 2012 — October 17, 2012; Used while a part of 3MB)
«More Than One Man» by Jim Johnston (October 25, 2012 — present; Used while a part of 3MB)

## Титули і нагороди
British Championship Wrestling
BCW Heavyweight Championship (2 times)[9]
Florida Championship Wrestling
FCW Florida Heavyweight Championship (1 time)[61]
FCW Florida Tag Team Championship (2 times) — with Stu Sanders[60]
Insane Championship Wrestling
ICW Heavyweight Championship (1 time)[1]
Irish Whip Wrestling
IWW International Heavyweight Championship (1 time)[38]
Pro Wrestling Illustrated
PWI ranked him #30 of the best 500 singles wrestlers in the PWI 500 in 2010[156]
World Wrestling Entertainment
WWE Intercontinental Championship (1 time)
WWE Tag Team Championship (1 time) with Cody Rhodes
WWE Raw Tag Team Championship (1 time) — з Дольфом Зігглером